# Artur Król
Artur Król (Wrocław, 27 juni 1983) is een Pools voormalig wielrenner.

## Carrière
In 2003 werd Król, achter Dariusz Rudnicki, tweede op het nationale kampioenschap op de weg voor beloften.
In 2008 werd Król dertiende in de door Enrico Rossi gewonnen Memorial Marco Pantani. Omdat Leonardo Bertagnolli, die vierde was geworden, later uit de uitslag werd geschrapt, schoof Król nog een plek op. Een jaar later finishte hij wederom op de dertiende plek. Datzelfde jaar won hij de derde etappe in de Koers van de Olympische Solidariteit. Het eindklassement van die Poolse etappekoers schreef hij ook op zijn naam, voor Andrij Hryvko en Radosław Romanik.

## Overwinningen
2009
3e etappe Koers van de Olympische Solidariteit
Eindklassement Koers van de Olympische Solidariteit

## Ploegen
- 2006 –  Amore & Vita-McDonald's
- 2007 –  Amore & Vita-McDonald's
- 2008 –  Centri della Calzatura-Partizan
- 2009 –  Centri della Calzatura